# دور دور

طريقة غلق الباب في لعبة دور دور.

دُور دُور (بالإنجليزية: Door Door) (باليابانية: ドアドア)، هي لعبة فيديو يابانية، تم تطويرها ونشرها من قبل شركة إنكس، وصدرت اللعبة سنة 1983، وتعمل لعدة منصات، ومنها إن إي سي بي سي-6001 وكمبيوتر العائلة.